# Boston Society of Film Critics Awards 2018
La 39ª edizione dei Boston Society of Film Critics Awards si è svolta il 16 dicembre 2018.

## Premi

### Miglior film
- Se la strada potesse parlare (If Beale Street Could Talk), regia di Barry Jenkins
  - 2º classificato: Un affare di famiglia (万引き家族), regia di Hirokazu Kore'eda e La favorita (The Favourite), regia di Yorgos Lanthimos (ex aequo)

### Miglior attore
- John C. Reilly - Stan & Ollie
  - 2º classificato: Ethan Hawke - First Reformed - La creazione a rischio (First Reformed)

### Migliore attrice
- Melissa McCarthy - Copia originale (Can You Ever Forgive Me?)
  - 2º classificato: Sakura Ando - Un affare di famiglia (万引き家族)

### Miglior attore non protagonista
- Richard E. Grant - Copia originale (Can You Ever Forgive Me?)
  - 2º classificato: Steven Yeun - Burning e Brian Tyree Henry - Se la strada potesse parlare (If Beale Street Could Talk) (ex aequo)

### Migliore attrice non protagonista
- Regina King - Se la strada potesse parlare (If Beale Street Could Talk)
  - 2º classificato: J. Smith-Cameron - Nancy

### Miglior regista
- Lynne Ramsay - A Beautiful Day - You Were Never Really Here (You Were Never Really Here)
  - 2º classificato: Yorgos Lanthimos - La favorita (The Favourite)

### Migliore sceneggiatura
- Nicole Holofcener e Jeff Whitty - Copia originale (Can You Ever Forgive Me?)
  - 2º classificato: Tamara Jenkins - Private Life

### Miglior fotografia
- Alfonso Cuarón - Roma
  - 2º classificato: Łukasz Żal - Cold War

### Miglior montaggio
- Tom Cross - First Man - Il primo uomo (First Man)
  - 2º classificato: Orson Welles e Bob Murawski - The Other Side of the Wind

### Miglior colonna sonora
- Nicholas Britell - Se la strada potesse parlare (If Beale Street Could Talk)
  - 2º classificato: Justin Hurwitz - First Man - Il primo uomo (First Man) e Jonny Greenwood - A Beautiful Day - You Were Never Really Here (You Were Never Really Here) (ex aequo)

### Miglior documentario
- Won’t You Be My Neighbor?, regia di Morgan Neville
  - 2º classificato: Three Identical Strangers, regia di Tim Wardle

### Miglior film in lingua straniera
- Un affare di famiglia (万引き家族), regia di Hirokazu Kore'eda  ·  Giappone
  - 2º classificato: Cold War, regia di Paweł Pawlikowski  ·  Polonia

### Miglior film d'animazione
- L'isola dei cani (Isle of Dogs), regia di Wes Anderson
  - 2º classificato: Ralph spacca Internet (Ralph Breaks the Internet), regia di Phil Johnston e Rich Moore

### Miglior regista esordiente
- Bo Burnham - Eighth Grade
  - 2º classificato: Ari Aster - Hereditary - Le radici del male (Hereditary)

### Miglior cast
- Un affare di famiglia (万引き家族)
  - 2º classificato: La favorita (The Favourite)